# Stazione di Southend Centrale
La stazione di Southend Centrale (in inglese Southend Central station) è una stazione posta lungo la ferrovia Londra-Shoeburyness, a servizio della città di Southend-on-Sea, nell'Essex.

## Storia
La stazione è stata aperta nel 1856 dalla società London, Tilbury and Southend Railway ed è stata il capolinea orientale della linea fino al 1888, fin quando la linea è stata estesa a Shoeburyness.

## Movimento
Il servizio passeggeri è svolto da Trenitalia c2c Limited nell'ambito del contratto di servizio "Essex Thameside".
Tra il 1910 e il 1939, la linea District della rete metropolitana londinese operava un servizio stagionale di treni non-stop fino a Southend Centrale. Questi treni, non effettuavano alcuna fermata tra Upmister e Southend Centrale.